# مارک لارنس (فیلم‌ساز)
مارک لارنس (انگلیسی: Marc Lawrence؛ زادهٔ ۲۲ اکتبر ۱۹۵۹) یک کارگردان، فیلم‌نامه‌نویس، و تهیه‌کننده اهل ایالات متحده آمریکا است.